# Mate. Feed. Kill. Repeat.
Mate. Feed. Kill. Repeat. é o primeiro álbum demo da banda americana de nu metal Slipknot. Lançado originalmente em 31 de outubro de 1996, foi limitado à produção de apenas 1000 cópias. A banda primeiramente distribuiu algumas dessas cópias, mas as remanescentes foram lançadas pela -ismist Records em 1997. Pela sua distribuição limitada e raridade, o álbum é muito procurado pelos fãs de Slipknot desde que o grupo tornou-se famoso.
Apesar de considerar que o MFKR é seu primeiro álbum lançado, a banda agora considera Mate. Feed. Kill. Repeat. um demo que envolveu e lançou a maioria das músicas que seriam futuramente lançadas, embora geralmente em formas radicalmente alteradas. Foi gravado em Des Moines, Iowa, por um período de sete meses. As músicas do álbum contém várias influências, incluindo funk, jazz, e disco, que não foram tão evidentes nos materiais seguintes lançados pela banda (uma influência pela entrada do novo vocalista e líder da banda atualmente: Corey Taylor). Muitas das letras e título do álbum são derivadas do RPG Werewolf: The Apocalypse. As canções contêm uma "ênfase na composição não-tradicional" e temas melódicos mais do que nos lançamentos posteriores.

## Gravação e Produção
No final de 1995, Slipknot e o produtor Sean McMahon entraram na SR Audio, um estúdio utilizado pelas bandas de Des Moines, Iowa para trabalhar no que deveria ser seu álbum de estreia. Retrospectivamente, McMahon disse que a banda foi "orientada", porque passou a maior parte do seu tempo no estúdio para os sete meses que foram levados para produzir o álbum. O próprio Slipknot financiou a produção, que chegou a ser estimada em U$ 40.000. A banda expressa "o quanto" de um processo de aprendizagem, já que era a primeira vez que tinham gravado músicas em estúdio. Em particular, os elementos de percussão adicionais foram desafiadores para capturar. A banda foi observada por um som tribal, mas encontraram problemas como erros de cronometragem minúsculos. Durante este período que refinavam o seu som percussivo eles experimentaram construir muros para isolar os tambores e reorganizar as peças. Em fevereiro de 1996, já durante o processo de mixagem, o guitarrista Donnie Steele decidiu sair da banda por motivos religiosos, que resultou na entrada de Craig Jones ao Slipknot para preencher a guitarra. No entanto, a banda percebeu que eles foram incorporando também muitos exemplos de samples em suas gravações e não poderiam produzir estes sons ao vivo. Para resolver este problema Craig Jones tornou-se o sampler da banda, cargo que ocupou até sua saída do Slipknot, em 2023. Mick Thomson entrou como guitarrista, e está até hoje na banda. Mate. Feed. Kill. Repeat. foi lançado em 31 de outubro de 1996 com uma festa de lançamento no "The Safari", um clube local onde a banda tocou muitos de seus primeiros shows nos primeiros anos de carreira.

## Estilo musical e Temática
O estilo musical de Slipknot é constantemente contestado devido à sua música abranger muitos gêneros, no demo Mate. Feed. Kill. Repeat. É o álbum mais experimental da banda e é significativamente diferente do estilo pesado que o grupo ficou conhecido por produzir. Um dos objetivos iniciais da banda era misturar diversos gêneros musicais para atingir o seu próprio estilo. Uma primeira encarnação da banda chamava-se "Meld" com base nessa teoria. No entanto, no M.F.K.R. há muitas familiaridades pelo som que Slipknot futuramente faria. Faixas como "Slipknot", "Some Feel" e "Only One" produzem dominantemente influências do heavy metal, especificamente nas guitarras. Faixas como "Tattered & Torn", "Killers Are Quiet" e "Gently" também incluem a angústia e tristeza, com uma atmosfera obscura (clara influência do doom metal), que ainda pode ser percebido no estilo musical atual da banda em alguns de seus trabalhos recentes. O álbum implementa elementos do jazz e funk, embora "Confessions" seja a única faixa do álbum que claramente tem essas influências como gênero principal. "Do Nothing/Bitchslap" é a música mais complexa do álbum, combinando esses dois estilos dominantes, bem como implementando influências de música disco. O título do álbum e a maioria das letras fazem referências ao role-playing game Werewolf: The Apocalypse. O vocalista Anders Colsefini e o percussionista Shawn Crahan mostraram um similar interesse no jogo, que teve uma larga influência na banda. Sobre a temática e a convivência dos membros na banda, Colsefini declarou:

A atração entre os membros estava sendo capaz de reproduzir pessoas diferentes— Colsefini sobre a essência do Slipknot no Mate. Feed. Kill. Repeat.

## Legado
A produção original do álbum foi limitada a apenas mil cópias e desde a ascensão da banda à fama em 1999, tem sido muito procurado pelos fãs de Slipknot pela sua grande raridade e exclusividade. Depois dessa produção inicial a banda distribuiu o álbum independentemente, dando-os gratuitamente para os fãs, estações de rádio de Iowa e gravadoras pela cidade. Em 13 de junho de 1997, a "-ismist Recordings" se encarregou da distribuição das cópias restantes do álbum. Esses álbuns da produção original cresceram de valor exorbitantemente com o tempo conforme a fama de Slipknot ia crescendo; em 2007 uma cópia do álbum original foi vendida por U$ 760,00 no eBay. Pelo grande número de interessados no álbum e as poucas e raras cópias originais surgiram muitas versões bootleg do álbum à venda, incluindo compacto, MP3 e ainda vinil. Ironicamente, em 2003 foi reportado que nenhum membro da banda tem uma cópia original do Mate. Feed. Kill. Repeat.
É muito discutido se Mate. Feed. Kill. Repeat. é um demo ou realmente é o álbum de estreia da banda. A banda atualmente considera o álbum como um demo, pelas drásticas mudanças na sonoridade e gêneros musicais e as várias mudanças na formação da banda, que se tornou fixa a partir do self titled, e só chegou a mudar com a morte do baixista Paul Gray em 2010. A banda também aproveitou as músicas do MFKR e refez algumas em álbuns posteriores. Um exemplo disso é evidenciado pelo terceiro álbum de estúdio da banda, Vol. 3: (The Subliminal Verses) (que, por título, implica que é seu terceiro álbum apesar de realmente ser o quarto álbum lançado pela banda). No entanto, no momento do lançamento do álbum a banda pretendia que Mate. Feed. Kill. Repeat. fosse seu álbum de estreia.

## Faixas

Lista de faixas na traseira do álbum

Todas as canções creditadas a Slipknot.
1. "Slipknot" – 6:55
2. "Gently" – 5:16
3. "Do Nothing/Bitchslap" – 4:19
4. "Only One" – 2:33
5. "Tattered & Torn" – 2:35
6. "Confessions" – 5:05
7. "Some Feel" – 3:36
8. "Killers Are Quiet"  (contém a faixa escondida "Dogfish Rising") – 20:42

## Integrantes
| Slipknot - Anders Colsefini – Vocal, percussão, sampler - Josh Brainard – Guitarra, backing vocals - Donnie Steele – Guitarra - Paul Gray – Baixo, backing vocals - Joey Jordison – Bateria - Shawn Crahan – Percussão, backing vocals | Outros músicos - Craig Jones – Sampler (não-creditado) Produção - Sean McMahon – Produtor, mix, masterização - Mike Lawyer – Masterização - Stefan Seskis – Fotografia |

### Livros
- Arnopp, Jason (2001). Slipknot: Inside the Sickness, Behind the Masks. [S.l.]: Ebury. ISBN 0091879337
- McIver, Joel (2003). Slipknot: Unmasked (again). [S.l.]: Omnibus. ISBN 0711997640